# Barrakuda europejska
Barrakuda europejska, świrena (Sphyraena sphyraena) – gatunek ryby z rodziny barrakudowatych (Sphyraenidae).

## Występowanie
Północny Ocean Atlantycki od Zatoki Biskajskiej po Moçâmedes w Angoli, Maderę i Azory, Morze Śródziemne i Morze Czarne. Występuje w przybrzeżnych wodach głównie ponad piaszczystym podłożem, do głębokości 100 m.

## Wygląd
Wyciągnięte, szczupakowate ciało o bardzo długiej, spiczasto zakończonej głowie. Oczy duże o średnicy większej niż połowa wysokości głowy. Szczęka dolna wysunięta. Na szczękach i kościach podniebienia silne, ostre zęby.
Grzbiet szary, zielonkawy lub brązowawy. Strona brzuszna srebrzyście lśniąca. Dorosłe osobniki mają około 24 ciemnych, poprzecznych prążków usytuowanych wzdłuż górnej połowy ciała. Dwie daleko odsunięte od siebie płetwy grzbietowe; pierwsza z pięcioma silnymi kolcami, druga z jednym kolcem i dziewięcioma promieniami miękkimi. 
Maksymalna długość 165 cm, przeciętnie osiągają około 60 cm.

## Tryb życia
Młode ryby wiodą stadny tryb życia. Osobniki starsze są raczej samotnikami. Barrakudy uchodzą za ryby bardzo agresywne, mogące czasami napadać kąpiących się ludzi.

## Pokarm
Są drapieżnikami. Polują na ryby ławicowe podążając ich śladem często na dłuższych odcinkach. Dietę uzupełniają głowonogami i skorupiakami.

## Rozmnażanie
Gatunek jajorodny. Ikra unosi się swobodnie w wodzie, matka nie zajmuje się jajami.